# Поттер, Беатрис
Беатрис Поттер (англ. Beatrix Potter, полное имя Хелен Беатрикс Поттер (англ. Helen Beatrix Potter); 28 июля 1866, Кенсингтон, Лондон — 22 декабря 1943, Нир-Сорей, Камбрия) — английская детская писательница и художница.

## Биография

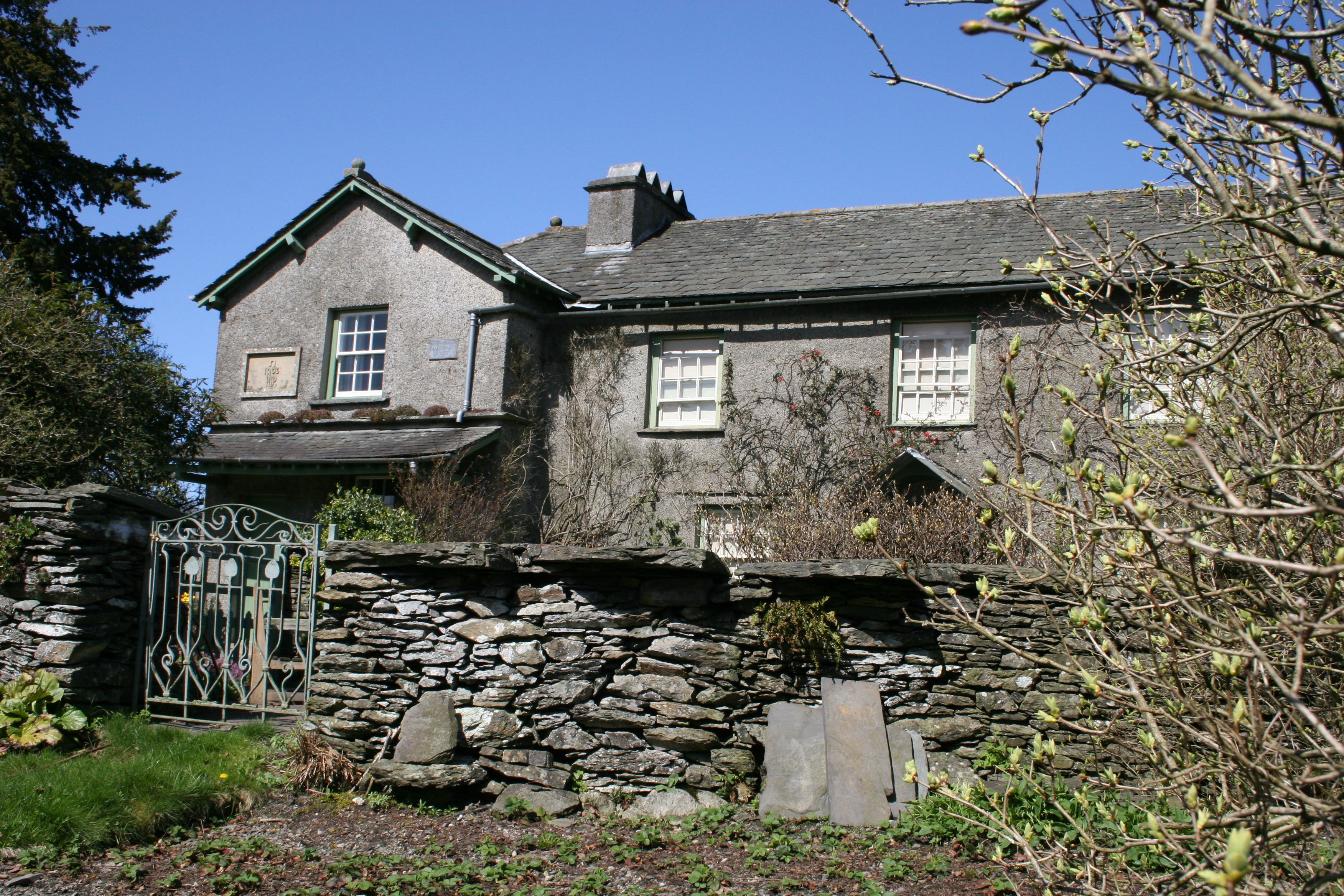
«Хилл-Топ» — дом Беатрис Поттер

Беатрис Поттер было шестнадцать лет, когда она впервые увидела Озёрный край, влюбилась в его красоты и решила когда-нибудь там поселиться. Став взрослой, она осуществила юношескую мечту и из Лондона переехала на ферму «Хилл-Топ». К своим сказкам Беатрис рисовала подробные иллюстрации, на которых легко узнать её дом с садом.
Соседи писательницы проявляли большой интерес к её творчеству и радовались, когда на картинках узнавали собственные дома. Они часто видели Беатрис с этюдником на природе, в деревне и в ближнем рыночном городке Хоксхед. Местные сценки легли в основу сказок о зверюшках и были выполнены так замечательно, что со всех концов света и ныне приезжают люди — посмотреть места, изображённые в её книгах.
Беатрис очень любила животных и изучала их всю жизнь. Когда была маленькой, у неё в детской жили лягушки, мыши, ёжик, тритон Исаак Ньютон и даже летучая мышь. Беатрис наблюдала за ними и рисовала. И рисунки её становились все лучше и лучше. К тому времени, когда она стала изображать своих героев одетыми в платья, сюртуки и кафтаны, зверюшки на картинках словно ожили. У Беатрис было два домашних кролика, которым она посвятила много иллюстраций. Одного из них, Питера Пуша (англ. Peter Rabbit), она водила на поводке и брала с собой повсюду, даже в поезд. Она облачила его в голубую курточку и написала о нём свою первую сказку с собственными иллюстрациями — самую известную в мире.

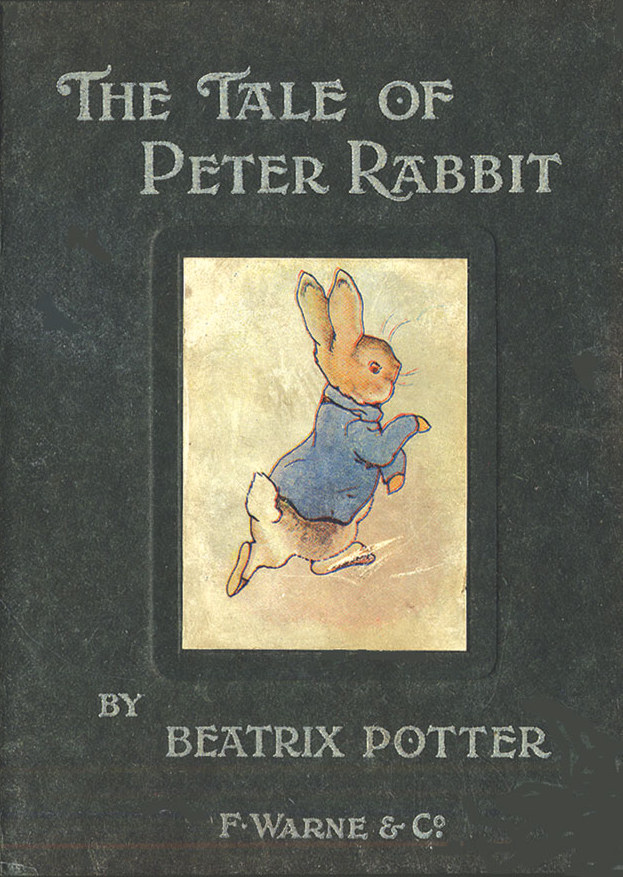
Первое издание «Сказки о Кролике Питере» (1902)

Путь Беатрис Поттер как писательницы и художницы начался в 1902 году, когда издатель Фредерик Уорн напечатал «Сказку о Кролике Питере» (The Tale of Peter Rabbit). Ранее несколько издательств отказались от маленькой книжки. Вплоть до 1910 года Беатрис сочиняла, рисовала и публиковала в среднем по две книжки в год. Гонорары дали ей некоторую независимость, хотя она всё ещё жила вместе с родителями. В 1905 году издатель Норман Уорн сделал Беатрис предложение. Беатрис согласилась выйти замуж, но через несколько недель Уорн умер от рака крови. В том же году она купила ферму Хилл Топ в деревне Сорей. После смерти Нормана она старалась проводить там как можно больше времени. Виды фермы и окружающей природы стали появляться в виде иллюстраций к её книжкам.

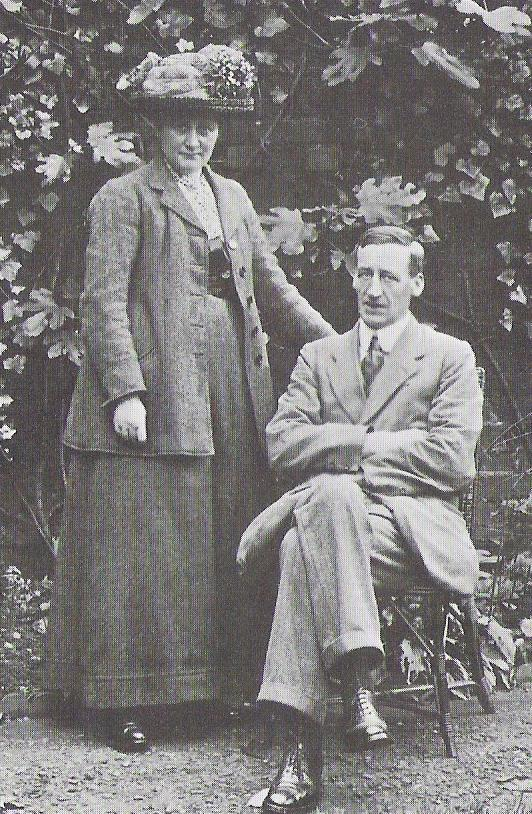
Беатрис Поттер с мужем, Вильямом Хилисом, 1913 год

В 1913 году, в 47 лет Беатрис вышла замуж за нотариуса Вильяма Хилиса и стала жить в деревне Сорей постоянно.
Беатрис Поттер стала одной из первых, кто занялся сохранением природы Англии. Она постепенно скупила фермы разорившихся соседей, разрешив им продолжать вести хозяйство.
Поттер скончалась 22 декабря 1943 года от пневмонии и сердечно-сосудистого заболевания. Её прах захоронили на Карлтонском кладбище. Беатрис завещала 4000 акров (16 км²) земли и 16 ферм, коттеджей, стада коров и овец National Trust. Теперь эта земля включена в состав национального парка Лейк-Дистрикт. Центральный офис National Trust в Суиндоне в 2005 году получил название «Хилис» в честь писательницы. Её супруг Уильям Хилис продолжил заниматься благотворительностью покойной жены и изданием её литературных и художественных трудов последующие 20 месяцев, на которые он её пережил. После его смерти в августе 1945 года его собственность отошла National Trust.

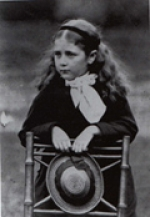
Беатрис Поттер в детстве
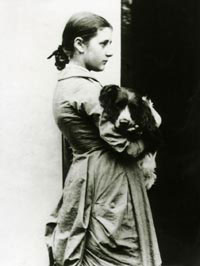
Беатрис Поттер в 15 лет
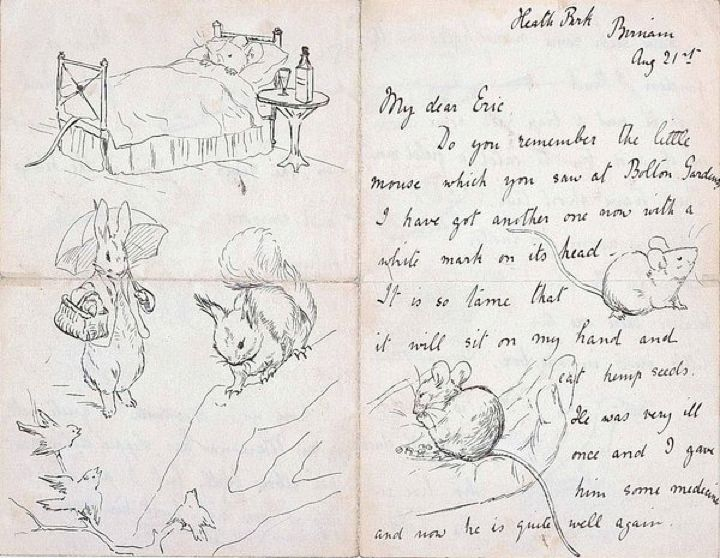
Письмо и иллюстрации Поттер 1892 года
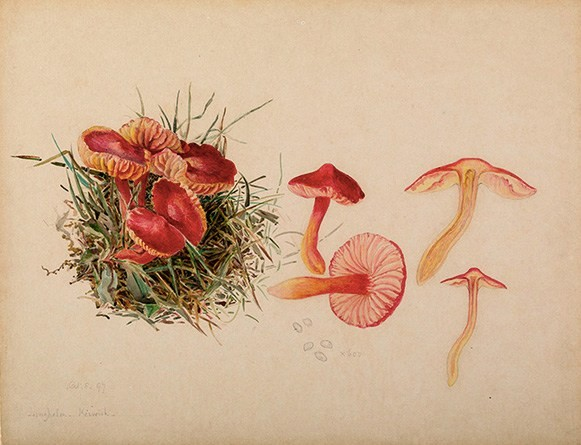
Гигроцибе красная. Иллюстрация Б. Поттер (1897)

### Научные иллюстрации и работы в микологии
Беатрикс Поттер: репродуктивная система Hygrocybe coccinea, 1897
Родители Беатрикс Поттер не препятствовали высшему образованию. Как это было принято в викторианскую эпоху, женщины ее класса имели частное образование и редко поступали в университет.
Беатрикс Поттер интересовалась всеми отраслями естествознания, кроме астрономии. Ботаника была страстью для большинства викторианцев, а изучение природы было популярным хобби. Она собирала окаменелости,изучала археологические артефакты из лондонских раскопок и интересовалась энтомологией. Во всех этих областях она рисовала и рисовала свои образцы с возрастающим мастерством. К 1890-м годам ее научные интересы были сосредоточены на микологии. Впервые привлеченная к грибам из-за их цвета и уклона в природе и ее удовольствия от их рисования, ее интерес углубился после встречи с Чарльзом Макинтошем, почитаемым натуралистом и микологом-любителем, во время летнего отпуска в Данкелде в Пертшире в 1892 году. Он помог повысить точность ее иллюстраций, научил ее таксономии и снабдил ее живыми образцами для рисования зимой. Заинтересовавшись тем, как размножаются грибы, Поттер начала микроскопические рисунки спор грибов (агариков) и в 1895 году разработал теорию их прорастания.  Благодаря связям своего дяди сэра Генри Энфилда Роско, химика и вице-канцлера Лондонского университета, она консультировалась с ботаниками в садах Кью, убедив Джорджа Масси в своей способности проращивать споры и в своей теории гибридизации. Она не верила в теорию симбиоза, предложенную немецким микологом Симоном Швенденером, как считалось ранее; вместо этого она предложила более независимый процесс размножения.
Отвергнутая Уильямом Тизелтон-Дайером, директором Кью, из-за ее пола и любительского статуса, Поттер написала свои выводы и представила доклад «О прорастании спор агарицин» в Линнеевское общество в 1897 году. Доклад был прочитан Масси, потому что, будучи женщиной, Поттер не могла присутствовать на заседаниях и выступать. Впоследствии она отозвала его, поняв, что некоторые из ее образцов были загрязнены, но продолжала свои микроскопические исследования еще несколько лет. Только недавно ее работа вместе с сопроводительными иллюстрациями была открыта вновь и была оценена по достоинству.  Позже Поттер передала свои другие микологические и научные рисунки в Музей и библиотеку Армитта в Амблсайде, где микологи до сих пор обращаются к ним для идентификации грибов. Существует также коллекция написанных ею изображений грибов в Пертском музее и художественной галерее в Перте, Шотландия, подаренная Чарльзом Макинтошем. В 1967 году миколог У.К. Финдли включил многие из точных изображений грибов авторства Поттер в свои Wayside & Woodland Fungi, тем самым исполнив ее желание опубликовать в книге свои рисунки грибов. В 1997 году Линнеевское общество принесло посмертные извинения Поттер за сексизм, проявленный в отношении её исследований.

## Переводы на русский язык
В советский период на русском языке была издана только одна небольшая сказка писательницы (англ. The Tale of Mrs. Tiggy-Winkle), которая в переводе Ольги Образцовой получила название «Ухти-Тухти». Она вышла в 1958 году с иллюстрациями Бориса Калаушина и переиздана в 1961 году. Следующее издание этой сказки (с иллюстрациями Ирины Наховой) увидело свет лишь спустя много лет — в 1989 году. В 1990-е годы и позже были переведены на русский язык и изданы многие другие произведения Беатрис Поттер.
В 2009 году впервые с оригинальными иллюстрациями в переводе на русский язык вышли девять сказок в составе трёх книг.
- Беатриса Поттер «Ухти-Тухти», перевод с английского О. Образцовой. — Москва: Детгиз 1958.
- Беатрикс Поттер, «Сказка про Питера Кролика. Сказка про уточку Джемайму Крякинс» (серия Полиглот — двуязычные издания для детей, изучающих иностранные языки). Перевод Ольги Григорьевой, Москва, 1994. Издательство «Согласие». 111 с. Тираж 5 000. ISBN 5-86884-030-5. В составе 2 сказки.
- Беатриса Поттер, «Кролик Питер и другие истории». Перевод Михаила Гребнева, М. 1994. Издательство «Семья и школа». (16 сказок). 80 с. Илл. Тираж 60 000.
- Беатриса Поттер, «Сказка про пирог с мясом» (журнал «Семья и школа» № 10-12, 1992, с. 38-41), Сказка про Очень Нехорошего Кролика (№ 8, 1994, с.44-45), Мисс Пусси (№ 9,1994, с.44-45); Про Мистера Виллиса (№ 7, 1995), Поросенок Робинзон (№ 11-12, 1995) — Перевод Михаила Гребнева, журнал «Семья и школа».
- Беатрис Поттер. «Кролик Питер и его друзья». Илл. Б. Поттер. Перевод Михаила Гребнева. Москва, Росмэн, 2009. 48 с. ISBN 978-5-353-03881-8. В составе: Питер Пуш (The Tale of Peter Rabbit); Сказка про миссис Мыштон (The Tale of Mrs Tittlemouse); Сказка про миссис Туфф (The Tale of Mrs Tiggy-Winkle).
- Беатрис Поттер. «Бельчонок Тресси и его друзья». Илл. Б. Поттер. Перевод Михаила Гребнева. Стихи в переводе Дины Крупской. Москва, Росмэн, 2009. 48 с. ISBN 978-5-353-03883-2. В составе: Сказка про бельчонка Тресси и его хвост (The Tale of Squirrel Nutkin); Сказка про Клару Кряквуд (The Tale of Jemima Puddle-Duck); Пампушата (The Tale of Flopsy Bunnies).
- Беатрис Поттер. «Мышонок Джонни и его друзья». Илл. Б. Поттер. Перевод Михаила Гребнева. Москва, Росмэн, 2009. 48 с. ISBN 978-5-353-03882-5. В составе: Сказка про Джонни Горожанина (The Tale of Johnny Town-mouse); Сказка про Олли Кроллета (The Tale of Benjamin Bunny); Сказка про мистера Мак-Квакила (The Tale of Mr Jeremy Fisher).
- Беатрис Поттер. «Большая книга кролика Питера». Илл. Б. Поттер. Перевод Михаила Гребнева. Стихи в переводе Дины Крупской. Москва, Росмэн, 2011. 120 с. ISBN 978-5-353-0522-7.
- Беатрис Поттер. «Котенок Том и его друзья» Илл. Б. Поттер. Перевод Михаила Гребнева. Стихи в переводе Дины Крупской. Москва, Росмэн, 2011. 48 с ISBN 978-5-353-05673-7. В составе: Сказка про котенка Тома (The Tale of Tom Kitten); Тим Коготок (The Tale of Timmy Tiptoes); Глостерский портной (The Tailor of Gloucester).
- Беатрис Поттер. «Золотая книга кролика Питера» Илл. Б. Поттер. Перевод Михаила Гребнева. Стихи в переводе Дины Крупской. Москва, Росмэн, 2012. 176 с. ISBN 978-5-353-05810-6. В составе 12 сказок.
- Беатрис Поттер. «Всё о кролике Питере» Илл. Б. Поттер. Перевод Михаила Гребнева. Стихи в переводе Дины Крупской. Москва, Росмэн, 2013. 320 с. ISBN 978-5-353-06115-1. В составе 20 сказок.
- Беатрис Поттер. «Кролик Питер и его друзья». Илл. Б. Поттер. Перевод Михаила Гребнева. Стихи в переводе Дины Крупской. Москва, Росмэн, 2018. 126 c. ISBN 978-5-353-08717-5. В составе 9 сказок.
- Беатрис Поттер. «Кролик Питер и все-все-все». Илл. Б. Поттер. Перевод Михаила Гребнева. Стихи в переводе Дины Крупской. Москва, Росмэн, 2021. 384 c. ISBN 978-5353-09993-2. В составе 21 сказка, включая сказку «Поросенок Робинзон».

## Память

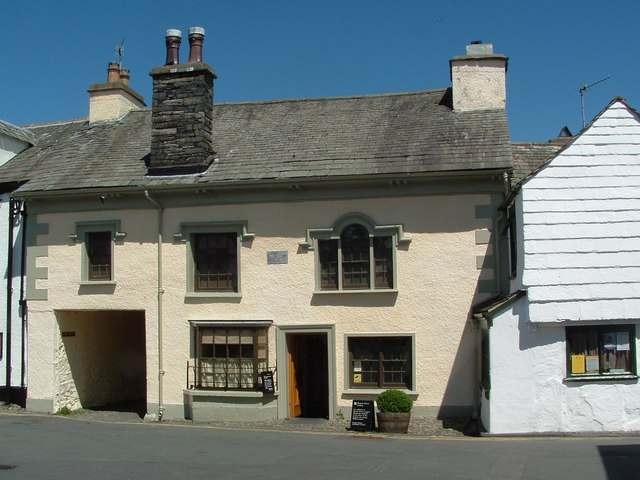
Галерея Беатрис Поттер в 2009 году

Почти все свои рисунки Поттер завещала National Trust. Авторские права на её рассказы и товары затем были переданы её издателю Frederick Warne & Co, теперь являющемуся подразделением Penguin. 1 января 2014 года срок действия авторских прав истёк в Великобритании и других странах, где действует закон «70 лет после смерти автора». В 1946 году National Trust открыл вход посетителям в дом Поттер «Хилл-Топ», где до 1985 года выставлялись её работы. Затем их перевезли в один из офисов в Хоксхед, ставший Галереей Беатрис Поттер.
Крупнейшая коллекция писем и рисунков Поттер хранится в Музее Виктории и Альберта в Лондоне (Великобритания), в Отделе редких книг Свободной библиотеки Филадельфии, Детской библиотеке Принстонского университета (США).
Микологические рисунки Поттер ещё при жизни передала библиотеке Армитт в Амблсайде (Великобритания).
- 1971 — фильм-балет, по мотивам некоторых сказок «Сказки Беатрис Поттер» (The Tales of Beatrix Potter), Великобритания.
- 2008 — художественная биография «Мисс Черити» автора Мари-Од Мюрай (2016 на рус.).
- В декабре 2017 года бельгийский астроном Эрик Вальтер Эльст назвал открытый в 1992 году астероид в честь писательницы 13975 Beatrixpotter[9].

### Экранизации
- 1982 — «Сказка Беатрис Поттер» (The Tale of Beatrix Potter) о судьбе писательницы производства Би-Би-Си, режиссёра Билла Хейса. В главной роли Холли Эйрд и Пенелопа Уилтон.
- 1982 — «Мир кролика Питера и его друзей» (The World of Peter Rabbit and Friends). В главной роли Нив Кьюсак.
- 1992—1995 — мультсериал «Мир Кролика Питера и его друзей» / «Питер Пуш и его друзья» (The World of Peter Rabbit and Friends), Великобритания.
- В январе 1995 года на телеканале ОРТ был показан сериал английских мультфильмов «Питер Пуш и его друзья» в переводе Михаила Гребнева (Стихи в переводе Самуила Маршака и Дины Крупской)
- 2006 — биографическая драма «Мисс Поттер» (Miss Potter), Великобритания, США. В главной роли Рене Зеллвегер[10].
- 2018 — анимационный фильм «Кролик Питер» (Peter Rabbit), Австралия, США[11].